# ازون تروپوسفری

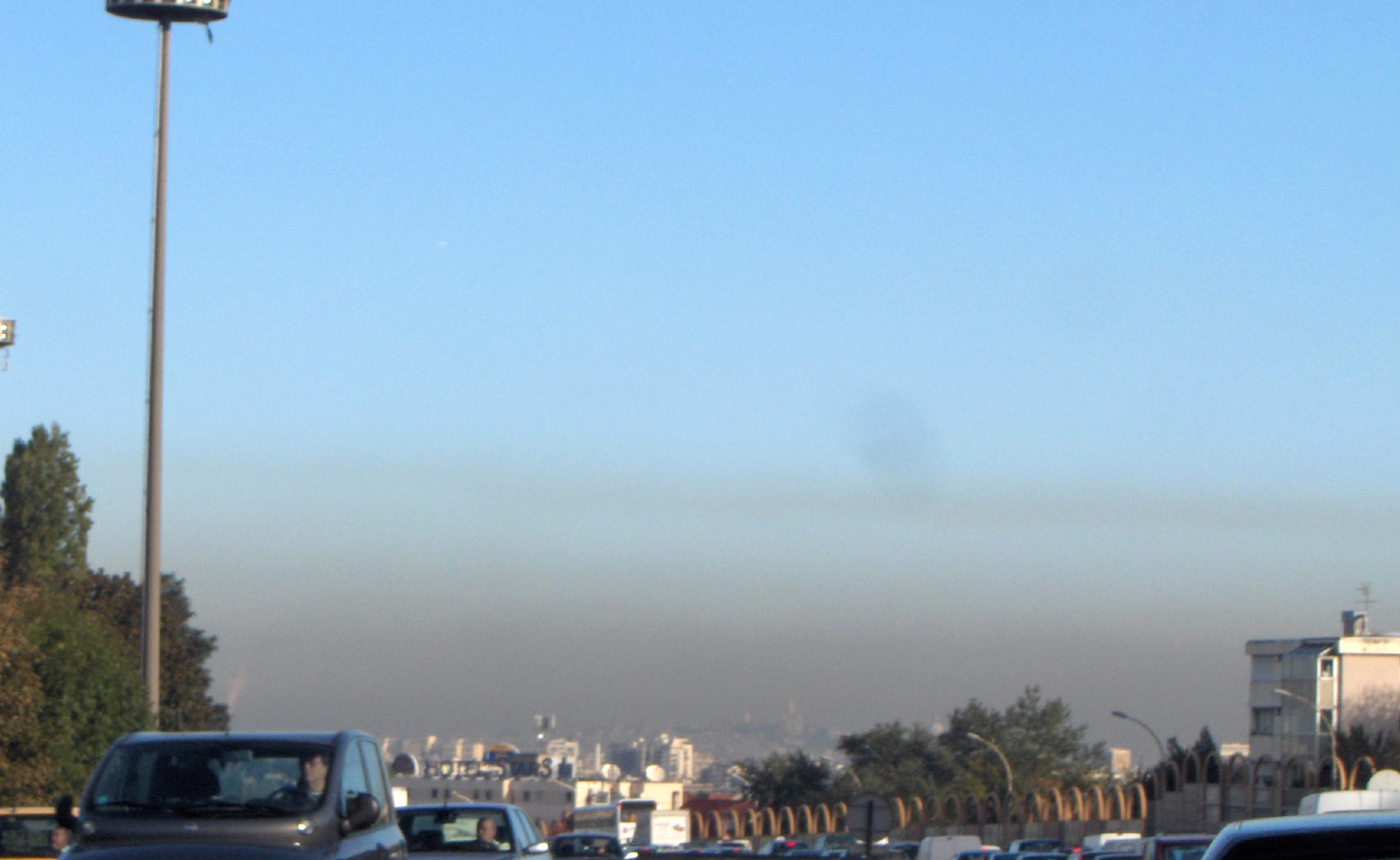
ازون تروپوسفری

به مولکول‌های ازون تشکیل‌دهندهٔ تروپوسفر زمین، ازون تروپوسفری می‌گویند. این مولکول‌ها بر خلاف مولکول‌های ازون تشکیل‌دهندهٔ لایهٔ ازون که پالاینده هستند، آلاینده هستند و موجب آسیب‌هایی می‌شوند.

## اندازه گیری
ازون موجود در جو را می توان با فناوری سنجش از دور یا با فناوری پایش درجا اندازه گیری نمود. از آنجایی که ازون نورهای مربوط به طیف UV را جذب می کند، روش متداول برای اندازه گیری آن این است که میزان جذب ازون موجود در جو را در این طیف نور اندازه گیری کنیم.